# 30 Ceti
30 Ceti är en gulvit stjärna i huvudserien i stjärnbilden Valfisken.
30 Ceti har visuell magnitud +5,71 och är synlig för blotta ögat vid god seeing. Den befinner sig på ett avstånd av ungefär 155 ljusår.